# Wrapped Around Your Finger
Wrapped Around Your Finger ist die zweite britische Single aus dem The-Police-Album Synchronicity von 1983. Das Lied wurde von Sting geschrieben.

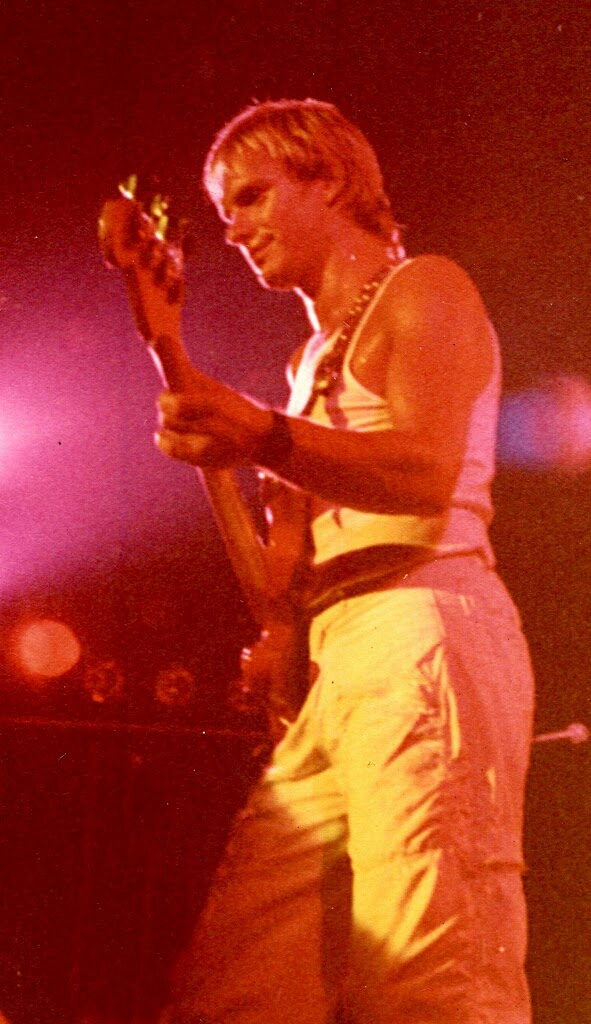
Sting (1980)

## Hintergrund
Sting sagte in einem Interview: „Every Breath You Take und Wrapped Around Your Finger handelten von meinem Leben.“ Er beschrieb Wrapped Around Your Finger als „einen boshaften Song, in dem es darum geht, den Spieß gegen jemanden umzudrehen, der das Sagen hatte.“ Wie andere Police-Songs aus dieser Zeit enthält er mythologische und literarische Anspielungen, darunter die Ungeheuer Skylla und Charybdis aus der griechischen Mythologie und die deutsche Faust-Sage. In den ersten Strophen ist der Song fast bedrohlich, um dann im Refrain in eine leichtere, triumphale Stimmung überzugehen.

„Der Song hat etwas Alchemistisches an sich und handelt wahrscheinlich von einem Freund von mir, einem professionellen Hellseher und meinem Lehrer für Tarot, mit Anklängen an Doktor Faustus und Der Zauberlehrling, um das Ganze abzurunden.“

Wrapped Around Your Finger wurde als Nachfolger des Welthits Every Breath You Take veröffentlicht. In Großbritannien erreichte es im August 1983 Platz 7 der UK Singles Chart, und in den USA wurde es als vierte Single aus Synchronicity veröffentlicht (nach Every Breath You Take, King of Pain und Synchronicity II). Die Single erreichte im März 1984 Platz 8 in den Billboard-Charts.
Die britische Plattenhülle von Wrapped Around Your Finger wurde in den drei Farbvarianten blau, rot und gelb veröffentlicht. Die Single wurde auch auf einer Picture Disc veröffentlicht, auf der jeweils das Gesicht von Sting, Andy Summers oder Stewart Copeland abgebildet war.
Die B-Seite des Songs in Großbritannien, Someone to Talk To, wurde vom Gitarristen Andy Summers geschrieben. Sting weigerte sich, den Gesang zu übernehmen, und überließ Summers das Singen. Summers drückte seine Enttäuschung darüber aus und sagte: „Ich hatte mich gerade von meiner Frau getrennt. Es war eine schöne Sache, die ich auf der Gitarre spielte, und ich war enttäuscht, dass Sting sie nicht singen wollte. Das hätte dem Ganzen einen offiziellen Stempel aufgedrückt.“ Schlagzeuger Stewart Copeland sagte zu diesem Konflikt: „Andy gab sein Bestes beim Gesang, aber auch ich war enttäuscht, dass Sting es nicht gesungen hat. Er war sehr empfindlich, wenn es um Texte ging.“ Die amerikanische B-Seite, Tea in the Sahara (live), stammt von der Synchronicity Tour.

## Musikvideo
Das Musikvideo, bei dem Godley & Creme Regie führten (wie auch bei den Videos zu Every Breath You Take und Synchronicity II), verstärkt das ätherische Gefühl des Liedes, indem es Aufnahmen der Band in einem mit Kerzen beleuchteten Raum zeigt. Es wird unterbrochen von Szenen, in denen Sting zwischen hohen Kerzenständern läuft, die ein Labyrinth bilden. Andy Summers wird beim Spielen einer Akustikgitarre gefilmt, ein Instrument, das er bei keiner der Police-Aufnahmen verwendete.
Die Musik auf der Aufnahme des Videos wurde schnell gespielt und der „Gesang“ wurde schnell gemimt. Als die Musik auf normale Geschwindigkeit verlangsamt wurde, schienen sich die Bandmitglieder in Zeitlupe zu bewegen.
Sting lobte das Video:

„Es ist unglaublich atmosphärisch, und ich denke, das Set-Design ist brillant - es gibt nichts außer all diesen Kerzen, aber es zaubert so viele verschiedene Gefühle und Möglichkeiten über den Song herbei. Als Kevin (Godley) und Lol (Creme) mit der Idee zu mir kamen, war ich aufgeregt, weil ich merkte, dass sie den imaginären Ansatz, den ich wollte, wirklich verstanden. Das ganze Konzept ist ziemlich esoterisch - es ist wirklich eine Art "Zauberlehrling". Der Song wurde mit hoher Geschwindigkeit aufgenommen, um einen besonderen Effekt zu erzielen, wenn er schließlich in normaler Geschwindigkeit abgespielt wird.“

Andy Summers kritisierte den Song und Sting:

„Ich mochte die Idee für Wrapped Around Your Finger nie besonders. Nein, darüber war ich ziemlich sauer. Ich war eigentlich nie ein großer Fan von diesem Song. Sting durfte seinen Part in diesem Video als letzter drehen und hat sich einen Spaß daraus gemacht, alle Kerzen auszumachen. Scheiß auf ihn.“